# Daniel Zovatto
Daniel Zovatto Blanco (San José, 28 de junio de 1991) es un actor costarricense de cine y televisión. Es considerado un rey del grito por su participación en las bien recibidas cintas de terror It Follows (2014), Don't Breathe (2016), y The Pope's Exorcist (2023).

## Biografía
Zovatto nació en San José, es hijo de la presentadora de televisión costarricense Sylvia Blanco y del analista político argentino Daniel Zovatto. Daniel partió hacia Estados Unidos en el año 2009 con la ilusión de cumplir su sueño de ser actor, las puertas se le abrieron en obras de teatro y películas independientes de bajo presupuesto, pero que le han ayudado a popularizarse en el medio artístico de ese país. Películas que han llegado a festivales internacionales como Sundance, TIFF, Cannes, entre otros. Realizó su primera exposición de arte en Los Ángeles, la cual fue llamada: "Mi pequeña realidad".[cita requerida]

## Filmografía
| Año  | Título                | Rol            | Notas        |
| ---- | --------------------- | -------------- | ------------ |
| 2012 | The Return            | Sebastian      | Cortometraje |
| 2013 | Beneath               | Johnny         |              |
| 2013 | Innocence             | Neils Hirsch   |              |
| 2014 | Laggies               | Junior         |              |
| 2014 | It Follows            | Greg Hannigan  |              |
| 2016 | Don't Breathe         | Money          |              |
| 2023 | El exorcista del Papa | Padre Esquibel |              |
| 2023 | La mujer del momento  | Rodney Alcala  |              |

| Año  | Título                         | Rol                   | Notas                                                               |
| ---- | ------------------------------ | --------------------- | ------------------------------------------------------------------- |
| 2014 | Agents of S.H.I.E.L.D.         | Seth Dormer           | Invitado; episodio: "Seeds"                                         |
| 2014 | Revenge                        | Gideon LeMarchal      | Recurrente; episodios: "Execution", "Renaissance", "Disclosure"     |
| 2016 | Fear the Walking Dead          | Jack                  | Recurrente; episodios: "Monster", "Blood in the Streets", "Captive" |
| 2016 | The Deleted                    | Logan                 | Recurrente                                                          |
| 2017 | Dimensión 404                  | Zach                  | Episodio 2: Cinethrax                                               |
| TBD  | Brooklyn Animal Control        | Donovan Crean         | Posproducción                                                       |
| 2020 | Penny Dreadful: City of Angels | Santiago "Tiago" Vega | Protagonista                                                        |